# Davisiana inquirenda
Davisiana inquirenda is een slakkensoort uit de familie van de Seguenziidae. De wetenschappelijke naam van de soort is voor het eerst geldig gepubliceerd in 1972 door Egorova.